# Fuente la Lancha (kommunhuvudort)
Fuente la Lancha är en kommunhuvudort i Spanien.   Den ligger i provinsen Province of Córdoba och regionen Andalusien, i den centrala delen av landet, 250 km sydväst om huvudstaden Madrid. Fuente la Lancha ligger 548 meter över havet och antalet invånare är 437.
Terrängen runt Fuente la Lancha är platt. Runt Fuente la Lancha är det glesbefolkat, med 8 invånare per kvadratkilometer. Närmaste större samhälle är Pozoblanco, 16,6 km öster om Fuente la Lancha. Trakten runt Fuente la Lancha består till största delen av jordbruksmark.